# Collegio di Dumfries and Galloway
Dumfries and Galloway è un collegio elettorale scozzese della Camera dei comuni del Parlamento del Regno Unito. Elegge un membro del Parlamento con il sistema maggioritario a turno unico. Il rappresentante del collegio, dal 2024, è il conservatore John Cooper.

## Estensione
Come stabilito dalla quinta edizione della Boundary Commission for Scotland, il collegio è uno dei sei che coprono l'area di Dumfries and Galloway, degli Scottish Borders e del Lanarkshire. Gli altri cinque collegi sono Berwickshire, Roxburgh and Selkirk, Dumfriesshire, Clydesdale and Tweeddale, East Kilbride, Strathaven and Lesmahagow, Lanark and Hamilton East e Rutherglen and Hamilton West.
Il collegio di Dumfries e Galloway copre parte del consiglio del Dumfries e Galloway, e il resto dell'area del consiglio si trova nel collegio di Dumfriesshire, Clydesdale and Tweeddale, che comprende anche parte degli Scottish Borders e parte del Lanarkshire Meridionale.
Dumfries and Galloway include Stranraer, Newton Stewart, The Machars, Kirkcudbright e gran parte della città di Dumfries. Anche se si trovano all'interno della città di Dumfries, i ward di Nithsdale East e Caerlaverock sono esclusi dal collegio, sin dalla sua creazione. I confini dei ward cambiarono nel 2007.

## Politica
I collegi precedenti a Dumfries and Galloway, Galloway and Upper Nithsdale (1983-2005) e Galloway (1918–83), erano stati rappresentati da deputati conservatori in tutti i parlamenti tranne due, a partire dal 1931. Galloway and Upper Nithsdale fu conquistato dal Partito Nazionale Scozzese nel 1997 ma divenne l'unico collegio scozzese ad eleggere un deputato conservatore alle elezioni generali nel Regno Unito del 2001.
Le modifiche ai confini del 2005 videro il nuovo collegio conquistare una strettissima maggioranza laburista sui conservatori, e il SNP giunse al terzo posto. Russell Brown era il candidato laburista, che era stato deputato per il seggio confinante di Dumfriesshire dal 1997, e Peter Duncan, il deputato in carica per Galloway and Upper Nithsdale, si candidò con i conservatori. Nonostante il seggio fosse il secondo obiettivo dei conservatori nel Regno Unito, i laburisti incrementarono la percentuale di voto e Russell Brown divenne deputato del collegio.
Nel 2010 Duncan tentò nuovamente di diventare deputato di Dumfries and galloway, ma l'elezione produsse un decremento dei voti ai conservatori, e il seggio rimase a Russell Brown con un vantaggio di 7.449 voti La percentuale di voti del SNP nel collegio crollò alle elezioni del 2005, e rimase statica nel 2010; nel 2015 il seggio fu conquistato dal nazionalista Richard Arkless, con un vantaggio di 6.514 voti. La percentuale di voti conservatori rimase simile a quella del 2010, mentre i laburisti si posizionarono terzi, ricevendo il 24,7% dei voti rispetto al 45,9% del 2010.
Nel 2017 i conservatori passarono in vantaggio, conquistando il seggio con il 43,3% dei voti, con un vantaggio di 5.643 voti rispetto al SNP che deteneva il seggio.

## Membri del parlamento
| Elezione | Elezione    | Deputato        | Partito      |
| -------- | ----------- | --------------- | ------------ |
|          | 2005        | Russell Brown   | Laburista    |
|          | 2015        | Richard Arkless | SNP          |
|          | 2017        | Alister Jack    | Conservatore |
| 2024     | John Cooper |                 | Conservatore |

## Risultati elettorali

### Elezioni negli anni 2020
| Partito                    | Partito                                   | Candidato                  | Risultati 4 luglio 2024 | Risultati 4 luglio 2024 |
| Partito                    | Partito                                   | Candidato                  | Voti                    | %                       |
| -------------------------- | ----------------------------------------- | -------------------------- | ----------------------- | ----------------------- |
|                            | Conservatore                              | John Cooper                | 13 527                  | 29,55                   |
|                            | SNP                                       | Tracey Little              | 12 597                  | 27,52                   |
|                            | Laburista                                 | James Wallace              | 11 767                  | 25,71                   |
|                            | Reform UK                                 | Charles Keal               | 4 313                   | 9,42                    |
|                            | Lib Dem                                   | Iain McDonald              | 2 092                   | 4,57                    |
|                            | Verdi                                     | Laura Moodie               | 1 249                   | 2,73                    |
|                            | Heritage                                  | David Griffiths            | 230                     | 0,50                    |
|                            |                                           |                            |                         |                         |
| Iscritti                   | Iscritti                                  | Iscritti                   | 78 541                  | 100,00                  |
| ↳ Votanti (% su iscritti)  | ↳ Votanti (% su iscritti)                 | ↳ Votanti (% su iscritti)  | 45 775                  | 58,28                   |
| ↳ Astenuti (% su iscritti) | ↳ Astenuti (% su iscritti)                | ↳ Astenuti (% su iscritti) | 32 766                  | 41,72                   |
|                            |                                           |                            |                         |                         |
|                            | Esito: collegio confermato a Conservatore |                            |                         |                         |

### Elezioni negli anni 2010
| Partito                    | Partito                                   | Candidato                  | Risultati 12 dicembre 2019 | Risultati 12 dicembre 2019 |
| Partito                    | Partito                                   | Candidato                  | Voti                       | %                          |
| -------------------------- | ----------------------------------------- | -------------------------- | -------------------------- | -------------------------- |
|                            | Conservatore                              | Alister Jack               | 22 678                     | 44,10                      |
|                            | SNP                                       | Richard Arkless            | 20 873                     | 40,59                      |
|                            | Laburista                                 | Ted Thompson               | 4 745                      | 9,23                       |
|                            | Lib Dem                                   | William Laurie             | 3 133                      | 6,09                       |
|                            |                                           |                            |                            |                            |
| Iscritti                   | Iscritti                                  | Iscritti                   | 74 580                     | 100,00                     |
| ↳ Votanti (% su iscritti)  | ↳ Votanti (% su iscritti)                 | ↳ Votanti (% su iscritti)  | 51 429                     | 68,96                      |
| ↳ Astenuti (% su iscritti) | ↳ Astenuti (% su iscritti)                | ↳ Astenuti (% su iscritti) | 23 151                     | 31,04                      |
|                            |                                           |                            |                            |                            |
|                            | Esito: collegio confermato a Conservatore |                            |                            |                            |

| Partito                    | Partito                                     | Candidato                  | Risultati 8 giugno 2017 | Risultati 8 giugno 2017 |
| Partito                    | Partito                                     | Candidato                  | Voti                    | %                       |
| -------------------------- | ------------------------------------------- | -------------------------- | ----------------------- | ----------------------- |
|                            | Conservatore                                | Alister Jack               | 22 344                  | 43,30                   |
|                            | SNP                                         | Richard Arkless            | 16 701                  | 32,37                   |
|                            | Laburista                                   | Daniel Goodare             | 10 775                  | 20,88                   |
|                            | Lib Dem                                     | Joan Mitchell              | 1 241                   | 2,41                    |
|                            | Indipendente                                | Yen Hongmei Jin            | 538                     | 1,04                    |
|                            |                                             |                            |                         |                         |
| Iscritti                   | Iscritti                                    | Iscritti                   | 74 201                  | 100,00                  |
| ↳ Votanti (% su iscritti)  | ↳ Votanti (% su iscritti)                   | ↳ Votanti (% su iscritti)  | 51 644                  | 69,60                   |
| ↳ Astenuti (% su iscritti) | ↳ Astenuti (% su iscritti)                  | ↳ Astenuti (% su iscritti) | 22 557                  | 30,40                   |
|                            |                                             |                            |                         |                         |
|                            | Esito: collegio passa da SNP a Conservatore |                            |                         |                         |

| Partito                    | Partito                                  | Candidato                  | Risultati 7 maggio 2015 | Risultati 7 maggio 2015 |
| Partito                    | Partito                                  | Candidato                  | Voti                    | %                       |
| -------------------------- | ---------------------------------------- | -------------------------- | ----------------------- | ----------------------- |
|                            | SNP                                      | Richard Arkless            | 23 440                  | 41,41                   |
|                            | Conservatore                             | Finlay Carson              | 16 926                  | 29,90                   |
|                            | Laburista                                | Russell Brown              | 13 982                  | 24,70                   |
|                            | UKIP                                     | Geoffrey Siddall           | 1 301                   | 2,30                    |
|                            | Lib Dem                                  | Andrew Metcalf             | 953                     | 1,68                    |
|                            |                                          |                            |                         |                         |
| Iscritti                   | Iscritti                                 | Iscritti                   | 75 268                  | 100,00                  |
| ↳ Votanti (% su iscritti)  | ↳ Votanti (% su iscritti)                | ↳ Votanti (% su iscritti)  | 56 602                  | 75,20                   |
| ↳ Astenuti (% su iscritti) | ↳ Astenuti (% su iscritti)               | ↳ Astenuti (% su iscritti) | 18 666                  | 24,80                   |
|                            |                                          |                            |                         |                         |
|                            | Esito: collegio passa da Laburista a SNP |                            |                         |                         |

| Partito                    | Partito                                | Candidato                  | Risultati 6 maggio 2010 | Risultati 6 maggio 2010 |
| Partito                    | Partito                                | Candidato                  | Voti                    | %                       |
| -------------------------- | -------------------------------------- | -------------------------- | ----------------------- | ----------------------- |
|                            | Laburista                              | Russell Brown              | 23 950                  | 45,90                   |
|                            | Conservatore                           | Peter Duncan               | 16 501                  | 31,63                   |
|                            | SNP                                    | Andrew Wood                | 6 419                   | 12,30                   |
|                            | Lib Dem                                | Richard Brodie             | 4 608                   | 8,83                    |
|                            | UKIP                                   | Bill Wright                | 695                     | 1,33                    |
|                            |                                        |                            |                         |                         |
| Iscritti                   | Iscritti                               | Iscritti                   | 74 532                  | 100,00                  |
| ↳ Votanti (% su iscritti)  | ↳ Votanti (% su iscritti)              | ↳ Votanti (% su iscritti)  | 52 173                  | 70,00                   |
| ↳ Astenuti (% su iscritti) | ↳ Astenuti (% su iscritti)             | ↳ Astenuti (% su iscritti) | 22 359                  | 30,00                   |
|                            |                                        |                            |                         |                         |
|                            | Esito: collegio confermato a Laburista |                            |                         |                         |

### Elezioni negli anni 2000
| Partito                    | Partito                                      | Candidato                  | Risultati 5 maggio 2005 | Risultati 5 maggio 2005 |
| Partito                    | Partito                                      | Candidato                  | Voti                    | %                       |
| -------------------------- | -------------------------------------------- | -------------------------- | ----------------------- | ----------------------- |
|                            | Laburista                                    | Russell Brown              | 20 924                  | 41,12                   |
|                            | Conservatore                                 | Peter Duncan               | 18 002                  | 35,37                   |
|                            | SNP                                          | Douglas Henderson          | 6 182                   | 12,15                   |
|                            | Lib Dem                                      | Keith Legg                 | 4 259                   | 8,37                    |
|                            | Verdi                                        | John Schofield             | 745                     | 1,46                    |
|                            | Socialista                                   | John Dennis                | 497                     | 0,98                    |
|                            | Cristiano                                    | Mark Smith                 | 282                     | 0,55                    |
|                            |                                              |                            |                         |                         |
| Iscritti                   | Iscritti                                     | Iscritti                   | 74 293                  | 100,00                  |
| ↳ Votanti (% su iscritti)  | ↳ Votanti (% su iscritti)                    | ↳ Votanti (% su iscritti)  | 50 891                  | 68,50                   |
| ↳ Astenuti (% su iscritti) | ↳ Astenuti (% su iscritti)                   | ↳ Astenuti (% su iscritti) | 23 402                  | 31,50                   |
|                            |                                              |                            |                         |                         |
|                            | Esito: collegio a Laburista (nuovo collegio) |                            |                         |                         |

## Risultati dei referendum

### Referendum sulla permanenza del Regno Unito nell'Unione europea del 2016
|        | Collegio              | Lasciare UE % | Rimanere in UE % |
| ------ | --------------------- | ------------- | ---------------- |
|        | Dumfries and Galloway | 45,3%         | 54,7%            |
| Scozia | 38,0%                 | 62,0%         |                  |
|        | Regno Unito           | 51,9%         | 48,1%            |